# البدر
ال-بدر یک منطقهٔ مسکونی در عربستان سعودی است که در استان مکه واقع شده‌است.